# アンゴラの大統領一覧
アンゴラの大統領（アンゴラのだいとうりょう、ポルトガル語: Presidente de Angola）は、アンゴラ人民共和国・アンゴラ共和国の元首であり、政府の長たる大統領である。

## 選出
大統領は国民議会の間接選挙で選出され、任期は5年と定められている。連続しての3選は禁止されている。

## 大統領の一覧
| アンゴラ人民共和国 (1975-1991) |                                                                                |          |                               |                               |                                                                 |                               |                                  |                          |                                                                 |
| 代                             | 大統領                                                                         | 大統領   | 所属政党                      | 期                            | 在任期間                                                        | 在任期間                      | 備考                             | 首相                     | 首相                                                            |
| 001                            | アゴスティニョ・ネト Agostinho Neto                                            |          | アンゴラ解放人民運動 （MPLA） | －                            | 1975年11月11日 - 1979年9月10日                                  | 3年 + 303日                   | 在任中に死去                     |                          | ロポ・ド・ナシメント                                            |
| 001                            | アゴスティニョ・ネト Agostinho Neto                                            | （廃止） | アンゴラ解放人民運動 （MPLA） | －                            | 1975年11月11日 - 1979年9月10日                                  | 3年 + 303日                   | 在任中に死去                     |                          |                                                                 |
| 00－                           | ルシウス・ララ Lúcio Lara                                                      |          | アンゴラ解放人民運動 （MPLA） | －                            | 1979年9月11日 - 1979年9月20日                                   | 9日                           | 大統領代行                       |                          |                                                                 |
| 002                            | ジョゼ・エドゥアルド ・ドス・サントス José Eduardo dos Santos                  |          | アンゴラ解放人民運動 （MPLA） | 1                             | 1979年9月21日 - 1986年                                          | 11年 + 340日                  |                                  |                          |                                                                 |
| 002                            | ジョゼ・エドゥアルド ・ドス・サントス José Eduardo dos Santos                  | 2        | アンゴラ解放人民運動 （MPLA） | 1986年 - 1991年8月27日        |                                                                 | 11年 + 340日                  |                                  |                          |                                                                 |
| 002                            | ジョゼ・エドゥアルド ・ドス・サントス José Eduardo dos Santos                  | 2        | アンゴラ解放人民運動 （MPLA） | 1986年 - 1991年8月27日        | フェルナンド・ジョゼ・デ・フランサ ・ディアス・ヴァン＝デュネム | 11年 + 340日                  |                                  |                          |                                                                 |
| アンゴラ共和国 (1991-現在)     |                                                                                |          |                               |                               |                                                                 |                               |                                  |                          |                                                                 |
| 代                             | 大統領                                                                         | 大統領   | 所属政党                      | 期                            | 在任期間                                                        | 在任期間                      | 備考                             | 首相                     | 首相                                                            |
| 0(2)                           | ジョゼ・エドゥアルド ・ドス・サントス José Eduardo dos Santos                  |          | アンゴラ解放人民運動 （MPLA） | (2)                           | 1991年8月27日 - 1992年10月                                      | 26年 + 30日 （計 38年 + 5日） |                                  |                          | フェルナンド・ジョゼ・デ・フランサ ・ディアス・ヴァン＝デュネム |
| 0(2)                           | ジョゼ・エドゥアルド ・ドス・サントス José Eduardo dos Santos                  | 3        | アンゴラ解放人民運動 （MPLA） | 1992年10月 - 2012年9月26日    |                                                                 | 26年 + 30日 （計 38年 + 5日） | マルコリーノ・モコ               |                          |                                                                 |
| 0(2)                           | ジョゼ・エドゥアルド ・ドス・サントス José Eduardo dos Santos                  | 3        | アンゴラ解放人民運動 （MPLA） | 1992年10月 - 2012年9月26日    | フェルナンド・ジョゼ・デ・フランサ ・ディアス・ヴァン＝デュネム | 26年 + 30日 （計 38年 + 5日） |                                  |                          |                                                                 |
| 0(2)                           | ジョゼ・エドゥアルド ・ドス・サントス José Eduardo dos Santos                  | 3        | アンゴラ解放人民運動 （MPLA） | 1992年10月 - 2012年9月26日    | フェルナンド・ダ・ピエダデ ・ディアス・ドス・サントス           | 26年 + 30日 （計 38年 + 5日） |                                  |                          |                                                                 |
| 0(2)                           | ジョゼ・エドゥアルド ・ドス・サントス José Eduardo dos Santos                  | 3        | アンゴラ解放人民運動 （MPLA） | 1992年10月 - 2012年9月26日    | パウロ・カソーマ                                                | 26年 + 30日 （計 38年 + 5日） |                                  |                          |                                                                 |
| 0(2)                           | ジョゼ・エドゥアルド ・ドス・サントス José Eduardo dos Santos                  | 3        | アンゴラ解放人民運動 （MPLA） | 1992年10月 - 2012年9月26日    | 副大統領                                                        | 26年 + 30日 （計 38年 + 5日） |                                  |                          |                                                                 |
| 0(2)                           | ジョゼ・エドゥアルド ・ドス・サントス José Eduardo dos Santos                  | 3        | アンゴラ解放人民運動 （MPLA） | 1992年10月 - 2012年9月26日    | フェルナンド・ダ・ピエダデ ・ディアス・ドス・サントス           | 26年 + 30日 （計 38年 + 5日） |                                  |                          |                                                                 |
| 0(2)                           | ジョゼ・エドゥアルド ・ドス・サントス José Eduardo dos Santos                  | 4        | アンゴラ解放人民運動 （MPLA） | 2012年9月26日 - 2017年9月26日 |                                                                 | 26年 + 30日 （計 38年 + 5日） | マヌエル・ドミンゴス・ヴィセンテ |                          |                                                                 |
| 003                            | ジョアン・マヌエル ・ゴンサルヴェス・ロウレンソ João Manuel Gonçalves Lourenço |          | アンゴラ解放人民運動 （MPLA） | 5                             | 2017年9月26日 - 2022年9月15日                                   | 7年 + 173日                   |                                  |                          | ボルニート・デ・ソウザ                                          |
| 003                            | ジョアン・マヌエル ・ゴンサルヴェス・ロウレンソ João Manuel Gonçalves Lourenço | 6        | アンゴラ解放人民運動 （MPLA） | 2022年9月15日 - （現職）      |                                                                 | 7年 + 173日                   |                                  | エスペランサ・ダ・コスタ |                                                                 |